# Club Voleibol L'Illa Grau 2015-2016
Questa voce raccoglie le informazioni riguardanti il Club Voleibol L'Illa Grau nelle competizioni ufficiali della stagione 2015-2016.

## Organigramma societario
Area direttiva
- Presidente: Raúl Alfaro

Area tecnica
- Allenatore: Carlos Cavalli
- Allenatore in seconda: Nicolás Cavalli
- Assistente allenatore: Agustín Rodriguez
- Scout man: Nicolás Cavalli

Area sanitaria
- Medico: José María Breva

## Rosa
| N° | Nome                 | Ruolo | Data di nascita   | Nazionalità sportiva |
| -- | -------------------- | ----- | ----------------- | -------------------- |
| 2  | Luis Chinchilla      | P     | 22 maggio 1997    | Spagna               |
| 2  | Iñaki Bescós         | L     | 1º settembre 1976 | Spagna               |
| 4  | Álvaro José Salvador | L     | 12 febbraio 1989  | Spagna               |
| 5  | Tomás Agost          | S     | 20 dicembre 1995  | Spagna               |
| 6  | Jefferson Rivera     | C     | 26 ottobre 1990   | Spagna               |
| 7  | Eric Montoliu        | C     | 17 ottobre 1993   | Spagna               |
| 8  | Daniel Herrerra      | P     | 24 novembre 1990  | Spagna               |
| 9  | Carlos Andreu        | P     | 25 settembre 1996 | Spagna               |
| 10 | Augusto Colito       | S/O   | 23 gennaio 1997   | Spagna               |
| 11 | Álvaro Villalba      | S/O   | 9 maggio 1989     | Spagna               |
| 12 | Mauricio Matía       | S     | 24 dicembre 1987  | Argentina            |
| 14 | Víctor Aragón        | S     | 29 marzo 1988     | Spagna               |
| 15 | Óscar Prades         | S     | 11 gennaio 1995   | Spagna               |
| 16 | Alesson de Lima      | C     | 3 luglio 1990     | Brasile              |
| 17 | Alejandro Blasco     | S     | 20 ottobre 1993   | Spagna               |
| 18 | Mario García-Moreno  | S     | 22 settembre 1998 | Spagna               |
| 19 | Breno Marques        | S/O   | 8 giugno 1990     | Brasile              |
| 20 | Vinicius Pires       | S     | 1988              | Brasile              |
| 22 | Agustín Rodríguez    | P     | 1984              | Argentina            |